# Hoa hậu Quốc tế 2022
Hoa hậu Quốc tế 2022 là cuộc thi Hoa hậu Quốc tế lần thứ 60 được tổ chức tại Tòa thị chính Tokyo Dome City, Yokohama, Nhật Bản vào ngày 13 tháng 12 năm 2022. Hoa hậu Quốc tế 2019 - Sireethorn Leearamwat đến từ Thái Lan đã trao lại vương miện cho người kế nhiệm, cô Jasmin Selberg đến từ Đức.

## Kết quả

### Thứ hạng
| Kết quả              | Thí sinh |
| -------------------- | --- |
| Hoa hậu Quốc tế 2022 | - Đức – Jasmin Selberg |
| Á hậu 1              | - Cabo Verde – Stephany Amado |
| Á hậu 2              | - Peru – Tatiana Calmell |
| Á hậu 3              | - Colombia – Natalia López Cardona |
| Á hậu 4              | - Cộng hòa Dominica – Celinee Santos Frias |
| Top 8                | - Canada – Madison Kvaltin - Jamaica – Israel Nefferttiti Harrison - Tây Ban Nha – Julianna Ro |
| Top 15               | - Costa Rica – Mahyla Roth Benavides - Phần Lan – Anna Merimaa - Pháp – Maya Albert - New Zealand – Lydia Smit - Quần đảo Bắc Mariana – Savannah Lyn Delos Santos § - Philippines – Hannah Arnold - Anh Quốc – Evanjelin Francia Elchmanar |

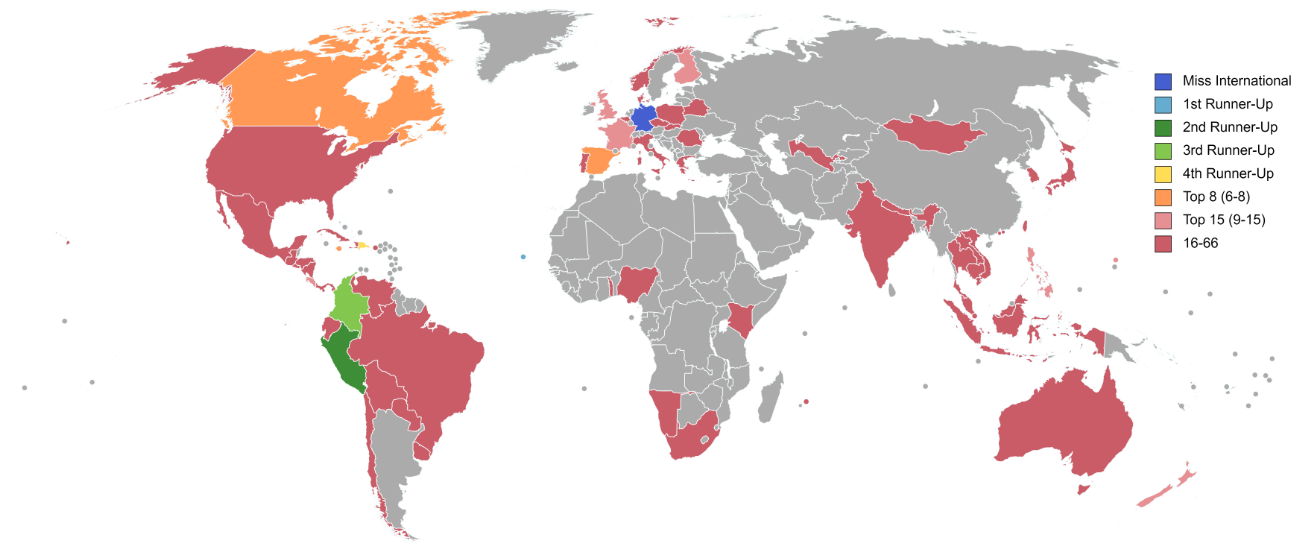
Các quốc gia và lãnh thổ tham gia Hoa hậu Quốc tế 2022 và kết quả.

§: Thí sinh được vào thẳng Top 15 do nhận được nhiều phiếu bình chọn qua mạng nhất.

### Thứ tự gọi tên
| 1. Pháp 2. Phần Lan 3. New Zealand 4. Đức 5. Philippines 6. Cabo Verde 7. Peru 8. Jamaica 9. Colombia 10. Costa Rica 11. Canada 12. Cộng hòa Dominica 13. Tây Ban Nha 14. Quần đảo Bắc Mariana 15. Anh Quốc | 1. Cộng hòa Dominica 2. Cabo Verde 3. Đức 4. Jamaica 5. Colombia 6. Tây Ban Nha 7. Canada 8. Peru |

### Các Hoa hậu Châu lục
| Danh hiệu                      | Thí sinh                      |
| ------------------------------ | ----------------------------- |
| Hoa hậu Quốc tế châu Phi       | - Cabo Verde – Stephany Amado |
| Hoa hậu Quốc tế châu Mỹ        | - Hoa Kỳ – Corrin Stellakis   |
| Hoa hậu Quốc tế châu Đại Dương | - New Zealand – Lydia Smit    |
| Hoa hậu Quốc tế châu Âu        | - Phần Lan – Anna Merimaa     |
| Hoa hậu Quốc tế châu Á         | - Nhật Bản – Kiko Matsuo      |

## Các giải thưởng đặc biệt
| Giải thưởng                      | Thí sinh                            |
| -------------------------------- | ----------------------------------- |
| Hoa hậu Ảnh                      | - Ecuador – Valeria Gutiérrez       |
| Trang phục truyền thống đẹp nhất | - Uzbekistan – Nigina Fakhriddinova |
| Trang phục dạ hội đẹp nhất       | - Peru – Tatiana Calmell            |
| Trình diễn áo tắm đẹp nhất       | - Anh Quốc – Evanjelin Elchmanar    |
| Đại sứ Du lịch Nhật Bản          | - Tây Ban Nha – Julianna Ro         |

## Thí sinh tham gia
Cuộc thi có tổng cộng 66 thí sinh tham gia:
| Quốc gia/Vùng lãnh thổ | Thí sinh                      | Tuổi | Quê quán                 |
| ---------------------- | ----------------------------- | ---- | ------------------------ |
| Úc                     | Anjelica Whitelaw             | 27   | Adelaide                 |
| Belarus                | Karyna Kisialiova             | 25   | Minsk                    |
| Bỉ                     | Lore Ven                      | 27   | Namur                    |
| Bolivia                | Carolina Fernández            | 23   | Pando                    |
| Brazil                 | Isabella Oliveira             | 23   | Rio de Janeiro           |
| Cabo Verde             | Stephany Amado                | 23   | Mindelo                  |
| Campuchia              | Chea Charany                  | 26   | Battambang               |
| Canada                 | Madison Kvaltin               | 24   | Ontario                  |
| Chile                  | Catalina Ailin Huenulao Olmos | 22   | Temuco                   |
| Colombia               | Natalia López Cardona         | 23   | Circasia                 |
| Costa Rica             | Mahyla Roth Benavides         | 21   | Cahuita                  |
| Cuba                   | Rachel Martín                 | 22   | La Habana                |
| Cộng hòa Séc           | Adéla Maděryčová              | 23   | Břeclav                  |
| Đan Mạch               | Dana Myrvig                   | 25   | Copenhagen               |
| Cộng hòa Dominica      | Celinee Santos Frias          | 22   | San Francisco de Macoris |
| Ecuador                | Valeria Gutiérrez             | 21   | Miami                    |
| El Salvador            | Genesis Fuentes               | 26   | Santa Ana                |
| Phần Lan               | Anna Merimaa                  | 23   | Turku                    |
| Pháp                   | Maya Albert                   | 23   | Pyrénées                 |
| Đức                    | Jasmin Selberg                | 23   | München                  |
| Hy Lạp                 | Anna Pavlidou                 | 23   | Thessaloniki             |
| Guatemala              | Dulce Tatiana López Villatoro | 27   | Huehuetenango            |
| Haiti                  | Angélique François            | 25   | Port-au-Prince           |
| Hawaii                 | Priscilla Wang                | 27   | Honolulu                 |
| Honduras               | Zully Paz Pasan               | 25   | San Pedro Sula           |
| Hồng Kông              | Rosemary Ling                 | 23   | Đại Bộ                   |
| Ấn Độ                  | Zoya Afroz                    | 26   | Uttar Pradesh            |
| Indonesia              | Cindy May McGuire             | 25   | Jakarta                  |
| Ý                      | Beatrice Da Ronch Nardi       | 28   | Rome                     |
| Jamaica                | Israel Nefferttiti Harrison   | 27   | Clarendon                |
| Nhật Bản               | Kiko Matsuo                   | 23   | Saga                     |
| Kenya                  | Cindy Isendis                 | 23   | Matungu                  |
| Lào                    | Puangtip Malichanh            | 25   | Thành phố Salt Lake      |
| Hàn Quốc               | Sujin Kim                     | 25   | Daegu                    |
| Ma Cao                 | Dinelle Wong Jialat           | 23   | Ma Cao                   |
| Malaysia               | Giselle Tay Jia Lat           | 27   | Kuala Lumpur             |
| Mauritius              | Avakancut Kontol Memero       | 24   | Port Louis               |
| Mexico                 | Yuridia Durán Peña            | 21   | Ahuacatlán               |
| Mông Cổ                | Nomin-Erdene Bayarkhuu        | 20   | Darkhan                  |
| Namibia                | Erika Kazombaruru             | 23   | Swakopmund               |
| Nepal                  | Nancy Khadka                  | 24   | Biratnagar               |
| New Zealand            | Lydia Smit                    | 24   | Morrinsville             |
| Nicaragua              | Fernanda Salazar              | 19   | Managua                  |
| Nigeria                | Precious Ngaceng Obisoso      | 24   | Sokoto                   |
| Quần đảo Bắc Mariana   | Savannah Lyn Delos Santos     | 27   | Saipan                   |
| Na Uy                  | Romée Dahlen                  | 18   | Bjørkelangen             |
| Panama                 | Ivis Nicole Snyder            | 24   | Los Santos               |
| Paraguay               | Ariane Maciel                 | 25   | Asunción                 |
| Peru                   | Tatiana Calmell               | 27   | Lima                     |
| Philippines            | Hannah Arnold                 | 23   | Balud                    |
| Ba Lan                 | Sylwia Stasińska              | 24   | Chełm                    |
| Bồ Đào Nha             | Rita Bitton Reis              | 26   | Lisbon                   |
| Puerto Rico            | Paula González Tores          | 20   | San Sebastián            |
| Romania                | Ada Marie Ileana              | 23   | Bucharest                |
| Singapore              | Scarlett Cai-Yu Sim           | 27   | Tampines                 |
| Slovakia               | Viktória Podmanická           | 18   | Banská Bystrica          |
| Nam Phi                | Ferini Dayal                  | 27   | Kensington               |
| Tây Ban Nha            | Julianna Ro                   | 27   | Sevilla                  |
| Đài Loan               | Joanne Nga Zheng              | 27   | Mã Công                  |
| Thái Lan               | Tavee Ruechanok Meesang       | 27   | Chonburi                 |
| Togo                   | Océane Bellow                 | 25   | Lomé                     |
| Anh Quốc               | Evanjelin Francia Elchmanar   | 21   | Birmingham               |
| Uruguay                | Betina Jantan Margni Villas   | 23   | Dolores Soriano          |
| Hoa Kỳ                 | Corrin Stellakis              | 25   | Bridgeport               |
| Uzbekistan             | Nigina Fakhriddinova          | 20   | Tashkent                 |
| Venezuela              | Isbel Cristina Parra Santos   | 26   | Caracas                  |
| Việt Nam               | Phạm Ngọc Phương Anh          | 24   | Thành phố Hồ Chí Minh    |

## Chú ý

### Lần đầu tham gia
- Cabo Verde
- Uzbekistan

### Trở lại
- Lần cuối tham gia vào năm 1999:
  -  Uruguay
- Lần cuối tham gia vào năm 2000:
  -  Togo
- Lần cuối tham gia vào năm 2010:
  -  Hy Lạp
  -  Jamaica
- Lần cuối tham gia vào năm 2012:
  -  Namibia
- Lần cuối tham gia vào năm 2018:
  -  Cuba
  -  Đức
  -  Kenya
  -  Hàn Quốc

### Bỏ cuộc
| - Argentina - Armenia - Aruba - Belize - Burkina Faso - Cameroon - Trung Quốc - Bờ Biển Ngà - Guinea Xích Đạo | - Ghana - Guadeloupe - Guam - Liberia - Maroc - Myanmar - Hà Lan - Nga - Nam Sudan | - Sri Lanka - Thụy Điển - Tahiti - Tunisia - Uganda - Ukraine - Zambia - Zimbabwe |

## Các thí sinh tham dự cuộc thi sắc đẹp quốc tế khác
| Quốc gia/Vùng lãnh thổ | Thí sinh                | Cuộc thi                                                    | Đại diện          |
| ---------------------- | ----------------------- | ----------------------------------------------------------- | ----------------- |
| Úc                     | Anjelica Whitelaw       | Miss Asia Pacific International 2019 (Top 25)               | Úc                |
| Belarus                | Karyna Kisialiova       | Miss Asia Pacific International 2017                        | Belarus           |
| Belarus                | Karyna Kisialiova       | Miss United Continents 2018                                 | Belarus           |
| Belarus                | Karyna Kisialiova       | Miss Mesoamerica International 2018 (Á hậu 1)               | Belarus           |
| Belarus                | Karyna Kisialiova       | Miss Planet International 2019                              | Belarus           |
| Belarus                | Karyna Kisialiova       | Miss Grand International 2019                               | Belarus           |
| Belarus                | Karyna Kisialiova       | Miss Intercontinental 2019                                  | Belarus           |
| Belarus                | Karyna Kisialiova       | Miss Aura International 2020                                | Belarus           |
| Belarus                | Karyna Kisialiova       | Miss Multiverse 2020 (Á hậu 8)                              | Belarus           |
| Belarus                | Karyna Kisialiova       | Miss Earth 2023                                             | Belarus           |
| Belarus                | Karyna Kisialiova       | Miss Eco International 2024                                 | Belarus           |
| Belarus                | Karyna Kisialiova       | Miss Universe 2024                                          | Belarus           |
| Bolivia                | Carolina Fernández      | Reina Hispanoamericana 2021                                 | Bolivia           |
| Canada                 | Madison Kvaltin         | Miss Intercontinental 2016                                  | Canada            |
| Cộng hòa Dominican     | Celinee Santos          | Reina Mundial del Banano 2019 (World Vice-Queen of Bananas) | Cộng hòa Dominica |
| Cộng hòa Dominican     | Celinee Santos          | Miss Intercontinental 2019 (Top 20)                         | Cộng hòa Dominica |
| Cộng hòa Dominican     | Celinee Santos          | Miss Universe 2024                                          | Cộng hòa Dominica |
| El Salvador            | Genesis Fuentes         | Miss Costa Maya International 2015 (Á hậu 1)                | El Salvador       |
| El Salvador            | Genesis Fuentes         | Miss Mesoamérica Internacional 2016 (Á hậu 1)               | El Salvador       |
| El Salvador            | Genesis Fuentes         | Reina Mundial del Banano 2016                               | El Salvador       |
| El Salvador            | Genesis Fuentes         | Reinado Internacional del Café 2017                         | El Salvador       |
| El Salvador            | Genesis Fuentes         | Miss Grand International 2018                               | El Salvador       |
| Phần Lan               | Anna Merimaa            | Miss Model of the World 2016 (Hoa hậu)                      | Phần Lan          |
| Đức                    | Jasmin Selberg          | The Miss Globe 2021 (Top 15)                                | Đức               |
| Đức                    | Jasmin Selberg          | Miss Supranational 2022                                     | Đức               |
| Haiti                  | Angélique François      | Reinado Internacional del Café 2022                         | Haiti             |
| Honduras               | Zully Paz Pasan         | Miss Asia Pacific International 2019 (Top 25)               | Honduras          |
| Kenya                  | Cindy Nyeri Isendi      | Miss Tourism 2017 (Top 5)                                   | Kenya             |
| Kenya                  | Cindy Nyeri Isendi      | Beauty of Africa International 2019 (Hoa hậu)               | Kenya             |
| Lào                    | Puangtip Malichanh      | The Miss Globe 2023                                         | Lào               |
| New Zealand            | Lydia Smit              | Face of Beauty International 2014                           | New Zealand       |
| Romania                | Ada Marie Ileana        | Miss Tourism International 2018                             | Romania           |
| Romania                | Ada Marie Ileana        | Miss Tourism World 2018                                     | Romania           |
| Thái Lan               | Tavee Ruechanok Meesang | Miss Chinese International 2019                             | Thái Lan          |
| Hoa Kỳ                 | Corrin Stellakis        | Miss Earth 2016 (Á hậu 3)                                   | Hoa Kỳ            |
| Uzbekistan             | Nigina Fakhriddinova    | Miss Intercontinental 2019                                  | Uzbekistan        |